# Claus van Amsberg
Claus van Amsberg (nome completo in tedesco Klaus-Georg Wilhelm Otto Friedrich Gerd; Hitzacker, 6 settembre 1926 – Amsterdam, 6 ottobre 2002) è stato principe consorte dei Paesi Bassi dal 1980 fino alla sua morte, come marito della regina Beatrice.

## Biografia

### Origini
Il principe Claus nacque con il nome di Klaus-Georg Wilhelm Otto Friedrich Gerd von Amsberg, nella tenuta famigliare di Haus Dötzingen, vicino ad Hitzacker, nell'allora Repubblica di Weimar. I genitori erano Klaus Felix von Amsberg (1890-1953) e Gösta Julie Adelheid Marion Marie (1902-1996), baronessa von dem Bussche-Haddenhausen; il padre era un membro della piccola nobiltà tedesca non titolata, che gestì una grande fattoria in Tanganica dal 1928 fino alla seconda guerra mondiale. Claus e le sue sei sorelle crebbero nella casa dei nonni nella Bassa Sassonia; egli frequentò anche un collegio in Tanzania dal 1936 al 1938.
Il futuro principe fu un membro delle organizzazioni giovanili naziste Deutsches Jungvolk e Gioventù hitleriana, anche se l'iscrizione alla seconda era obbligatoria per tutti i ragazzi della sua generazione. Dal 1938 al 1942 frequentò la Baltenschule Misdroy.
Nel 1944 la coscrizione obbligatoria lo portò a servire nella Wehrmacht come soldato della 90. leichte Afrika-Division; nel marzo 1945 a Merano, in Italia, venne fatto prigioniero dagli americani prima che prendesse parte a qualunque battaglia.
Dopo il rimpatrio egli finì la scuola a Luneburgo e proseguì con gli studi in legge ad Amburgo. Egli entrò quindi a far parte del corpo diplomatico tedesco e lavorò prima a Santo Domingo e poi in Costa d'Avorio.
Negli anni 1960 si trasferì a Bonn.

### Matrimonio

Il principe Claus van Amsberg, la regina Beatrice dei Paesi Bassi e il loro primogenito Guglielmo Alessandro nella residenza di famiglia a Monte Argentario nel 1968.

Klaus von Amsberg e Beatrice dei Paesi Bassi si incontrarono alla festa tenutasi alla vigilia delle nozze della principessa Tatiana di Sayn-Wittgenstein-Berleburg e di Maurizio, langravio d'Assia, nell'estate del 1964.
Parte del popolo olandese non gradì il fatto che il fidanzato di Beatrice fosse un tedesco, la seconda guerra mondiale essendo finita solo vent'anni prima, e ci furono proteste durante le celebrazioni nuziali, principalmente quella del gruppo anarchico-artistico Provo; nonostante tutto la coppia si sposò il 10 marzo 1966.

### Principe Consorte
Con il tempo Claus venne accettato, al punto che negli ultimi anni della sua vita esso era considerato generalmente come il membro più popolare della famiglia reale. Questo cambiamento nella considerazione degli olandesi venne operato principalmente dalla forte determinazione del Principe Consorte a contribuire alla causa pubblica, soprattutto per lo sviluppo del terzo mondo, nel quale era considerato un esperto, dalla sua sincera modestia, dal suo candore (a volte al limite del protocollo reale) e dalla sua disponibilità per tutti.
Il popolo stimava Claus anche per i suoi sforzi di dare un significato alla sua vita, andando oltre le restrizioni che la legge olandese imponeva alla libertà di espressione e azione della famiglia reale, a meno che non intendessero far nascere una controversia politica. Molti ritenevano d'altronde che queste limitazioni fossero state, almeno in parte, la causa della sua grave depressione, che durò parecchi anni; di conseguenza queste vennero allentate e il principe Claus venne nominato membro senior dello staff del Dipartimento per lo Sviluppo degli Aiuti, benché con funzioni consiliari.
Un chiaro esempio del suo atteggiamento mitemente ribelle nei riguardi del protocollo fu la cosiddetta "Dichiarazione della Cravatta"; nel 1998, dopo aver consegnato l'annuale Premio Principe Claus a tre stilisti africani, Claus disse «ai lavoratori di tutte le nazioni di unirsi e gettare via le nuove catene che essi avevano volontariamente indossato», intendendo con questa espressione la cravatta, che «serpeggia sul mio collo», ed incoraggiò gli ascoltatori ad «avventurarsi nel paradiso dei colletti liberi». Egli quindi si levò la cravatta e la gettò a terra.
Nel 2001, quando egli annunciò alla televisione olandese il matrimonio del figlio Guglielmo Alessandro, principe d'Orange, con Máxima Zorreguieta, una donna argentina con antenati spagnoli e italiani, il principe Claus si riferì a sé stesso come ad un cittadino del mondo, ponendosi come esempio di un uomo dalle idee moderne.

### Malattia e morte

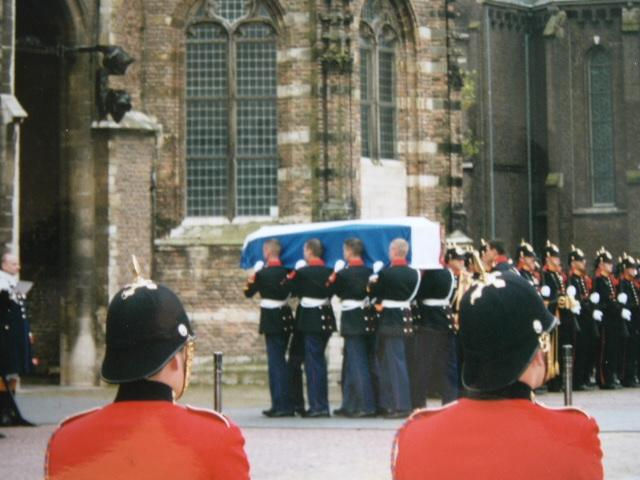
Funerale del Principe Consorte.

Il principe Claus soffrì di numerosi problemi di salute durante la sua vita, tra i quali la depressione, il cancro e la malattia di Parkinson. Egli morì ad Amsterdam il 6 ottobre 2002, dopo una lunga malattia, all'età di settantasei anni.
Il suo corpo, imbalsamato, è stato posto nella tomba della famiglia reale a Delft il 15 ottobre; il suo è stato il primo funerale di Stato completo dopo quello della regina Guglielmina nel 1962.

## Discendenza
- Guglielmo Alessandro (Utrecht, 27 aprile 1967), ha sposato Máxima Zorreguieta Cerruti nel 2002 e ha tre figlie;
- Friso (Utrecht, 25 settembre 1968 – L'Aia, 12 agosto 2013), ha sposato Mabel Wisse nel 2004 e ha avuto due figlie[3]
- Costantino (Utrecht, 11 ottobre 1969), ha sposato Laurentien Brinkhorst nel 2001 e ha avuto tre figli.

## Titoli, trattamento e stemma

### Titoli e trattamento
- 6 settembre 1926 – 16 febbraio 1966: Klaus von Amsberg
- 16 febbraio 1966 – 10 marzo 1966: Jonkheer Claus van Amsberg [4];
- 10 marzo 1966 – 6 ottobre 2002: Sua Altezza Reale Principe Claus dei Paesi Bassi, Jonkheer di Amsberg[5]

Come principe consorte della Regina dei Paesi Bassi, Claus ebbe legalmente diritto a tale titolo e trattamento, benché, per rispetto al suocero, principe Bernhard, non abbia mai utilizzato ufficialmente il titolo.

### Stemma e stendardi
Lo scudetto al centro del padiglione reca nel primo e il quarto quadrante lo stemma dei Paesi Bassi, basato sullo stemma del Casato di Nassau; nel secondo e il terzo quadrante è presente il castello a tre torri che rappresenta la famiglia van Amsberg. 

Stemma personale del principe Claus.
Stemma personale del principe Claus.
Stendardo Reale del Principe Consorte Claus.
Monogramma personale del Principe Consorte Claus.

## Antenati
|                                     |                                     |                                                     | Genitori                          |  |  | Nonni |  |  | Bisnonni            |  |  | Trisnonni           |  |
|                                     |                                     |                                                     |                                   |  |  |       |  |  | Gabriel von Amsberg |  |  | Joachim von Amsberg |  |
|                                     |                                     |                                                     |                                   |  |  |       |  |  | Gabriel von Amsberg |  |  | Joachim von Amsberg |  |
|                                     |                                     | Anna Bernitt                                        |                                   |  |  |       |  |  | Gabriel von Amsberg |  |  |                     |  |
| Wilhelm von Amsberg                 |                                     |                                                     |                                   |  |  |       |  |  | Gabriel von Amsberg |  |  |                     |  |
|                                     |                                     | Marie von Passow                                    | Wilhelm von Passow                |  |  |       |  |  |                     |  |  |                     |  |
|                                     |                                     | Marie von Passow                                    | Wilhelm von Passow                |  |  |       |  |  |                     |  |  |                     |  |
|                                     |                                     | Marie von Passow                                    | Auguste von Bülow                 |  |  |       |  |  |                     |  |  |                     |  |
| Klaus Felix von Amsberg             |                                     | Marie von Passow                                    |                                   |  |  |       |  |  |                     |  |  |                     |  |
|                                     |                                     | Leopold von Vieregge                                | Matthias von Vieregge             |  |  |       |  |  |                     |  |  |                     |  |
|                                     |                                     | Leopold von Vieregge                                | Matthias von Vieregge             |  |  |       |  |  |                     |  |  |                     |  |
|                                     |                                     | Leopold von Vieregge                                | Elise von Oldershausen            |  |  |       |  |  |                     |  |  |                     |  |
| Elise von Vieregge                  |                                     | Leopold von Vieregge                                |                                   |  |  |       |  |  |                     |  |  |                     |  |
|                                     |                                     | Agnes von Gutschmid                                 | Felix von Gutschmidt              |  |  |       |  |  |                     |  |  |                     |  |
|                                     |                                     | Agnes von Gutschmid                                 | Felix von Gutschmidt              |  |  |       |  |  |                     |  |  |                     |  |
|                                     |                                     | Agnes von Gutschmid                                 | Cäcilie von Bassewitz             |  |  |       |  |  |                     |  |  |                     |  |
| Klaus von Amsberg                   |                                     | Agnes von Gutschmid                                 |                                   |  |  |       |  |  |                     |  |  |                     |  |
|                                     | Julius von dem Bussche-Haddenhausen | Ludwig von dem Bussche-Haddenhausen                 |                                   |  |  |       |  |  |                     |  |  |                     |  |
|                                     | Julius von dem Bussche-Haddenhausen | Ludwig von dem Bussche-Haddenhausen                 |                                   |  |  |       |  |  |                     |  |  |                     |  |
|                                     | Julius von dem Bussche-Haddenhausen | Elise von Malortie                                  |                                   |  |  |       |  |  |                     |  |  |                     |  |
| George von dem Bussche-Haddenhausen | Julius von dem Bussche-Haddenhausen |                                                     |                                   |  |  |       |  |  |                     |  |  |                     |  |
|                                     |                                     | Juliana Augusta Henriette Mathilde von Salviati     | Heinrich von Salviati             |  |  |       |  |  |                     |  |  |                     |  |
|                                     |                                     | Juliana Augusta Henriette Mathilde von Salviati     | Heinrich von Salviati             |  |  |       |  |  |                     |  |  |                     |  |
|                                     |                                     | Juliana Augusta Henriette Mathilde von Salviati     | Caroline Rahlenbeck               |  |  |       |  |  |                     |  |  |                     |  |
| Gösta von dem Bussche-Haddenhausen  |                                     | Juliana Augusta Henriette Mathilde von Salviati     |                                   |  |  |       |  |  |                     |  |  |                     |  |
|                                     |                                     | Friedrich Gustav Eberhard von dem Bussche-Ippenburg | Clamor von dem Bussche-Ippenburg  |  |  |       |  |  |                     |  |  |                     |  |
|                                     |                                     | Friedrich Gustav Eberhard von dem Bussche-Ippenburg | Clamor von dem Bussche-Ippenburg  |  |  |       |  |  |                     |  |  |                     |  |
|                                     |                                     | Friedrich Gustav Eberhard von dem Bussche-Ippenburg | Amalie Dorothee Michaelis         |  |  |       |  |  |                     |  |  |                     |  |
| Gabriele von dem Bussche-Ippenburg  |                                     | Friedrich Gustav Eberhard von dem Bussche-Ippenburg |                                   |  |  |       |  |  |                     |  |  |                     |  |
|                                     |                                     | Barbara Warinka von Chelius                         | Franz von Chelius                 |  |  |       |  |  |                     |  |  |                     |  |
|                                     |                                     | Barbara Warinka von Chelius                         | Franz von Chelius                 |  |  |       |  |  |                     |  |  |                     |  |
|                                     |                                     | Barbara Warinka von Chelius                         | Maria Anna Josephe Eleanore Minet |  |  |       |  |  |                     |  |  |                     |  |
|                                     |                                     | Barbara Warinka von Chelius                         |                                   |  |  |       |  |  |                     |  |  |                     |  |